# Pływanie na Letnich Igrzyskach Olimpijskich 1912 – 4 × 200 m stylem dowolnym mężczyzn
Sztafeta na dystansie 4 × 200 metrów stylem dowolnym mężczyzn była jedną z konkurencji pływackich rozgrywanych podczas V Igrzysk Olimpijskich w Sztokholmie. W konkurencji wzięło 20 zawodników z pięciu reprezentacji.
Rekord świata należał do brytyjskiej sztafety olimpijskiej z poprzednich igrzysk w Londynie. Lecz został on pobity już w pierwszym wyścigu eliminacyjnym przez ekipę amerykańską, później zaś poprawiony w drugim wyścigu przez drużynę Australazji. 
W finale spodziewano się walki pomiędzy tymi drużynami, lecz Australazja zdominowała wyścig. Po pierwszej zmianie obie ekipy płynęły niemal identycznie, lecz Nowozelandczyk Malcolm Champion płynący na drugiej zmianie ekipy Australazji wyprowadził drużynę na prowadzenie, którego nie oddała aż do końca. Ostatecznie drużyna z Antypodów zdobyła złoto z nowym rekordem świata, 10:11,6. 

## Rekordy
Rekordy świata i olimpijskie przed rozegraniem konkurencji.
| Rekord świata     | 10:53,4 | William Foster (GBR) Paul Radmilovic (GBR) John Derbyshire (GBR) Henry Taylor (GBR) | Londyn (GBR) | 24 lipca 1908 |
| Rekord olimpijski | 10:53,4 | William Foster (GBR) Paul Radmilovic (GBR) John Derbyshire (GBR) Henry Taylor (GBR) | Londyn (GBR) | 24 lipca 1908 |

## Wyniki

### Eliminacje
Do zawodów przystąpiło pięć sztafet. Zostały podzielone na dwa wyścigi. Do finałów awansowały dwie zwycięskie drużyny z każdego wyścigu oraz jedna z pozostałych z najlepszym czasem. Z racji przystąpienia do wyścigu 5 zespołów, wszystkie awansowały do finału.
Wyścig 1
| Miejsce | Zawodnicy                                                                             | Czas    | Uwagi |
| ------- | ------------------------------------------------------------------------------------- | ------- | ----- |
| 1       | Stany Zjednoczone (Kenneth Huszagh, Duke Kahanamoku, Harry Hebner, Perry McGillivray) | 10:26,4 | Q     |
| 2       | Węgry (László Beleznai, Imre Zachár, Alajos Kenyery, Béla Las-Torres)                 | 10:34,6 | Q     |
| 3       | Wielka Brytania (William Foster, Thomas Battersby, John Hatfield, Henry Taylor)       | 10:39,4 | q     |

Wyścig 2
| Miejsce | Zawodnicy                                                                      | Czas    | Uwagi |
| ------- | ------------------------------------------------------------------------------ | ------- | ----- |
| 1       | Australazja (Harold Hardwick, Malcolm Champion, Leslie Boardman, Cecil Healy)  | 10:14,0 | Q     |
| 2       | Cesarstwo Niemieckie (Oscar Schiele, Georg Kunisch, Kurt Bretting, Max Ritter) | 10:42,2 | Q     |

### Finał
| Miejsce | Zawodnicy                                                                             | Czas                   |
| ------- | ------------------------------------------------------------------------------------- | ---------------------- |
|         | Australazja (Cecil Healy, Malcolm Champion, Leslie Boardman, Harold Hardwick)         | 10:11,2                |
|         | Stany Zjednoczone (Kenneth Huszagh, Harry Hebner, Perry McGillivray, Duke Kahanamoku) | 10:20,2                |
|         | Wielka Brytania (William Foster, Thomas Battersby, John Hatfield, Henry Taylor)       | 10:28,6                |
| 4       | Cesarstwo Niemieckie (Oscar Schiele, Georg Kunisch, Kurt Bretting, Max Ritter)        | 10:37,0                |
| -       | Węgry                                                                                 | ekipa nie wystartowała |